# آقاسی بادالیان
آقاسی آواگی بادالیان (ارمنی: Աղասի Ավագի Բադալյան زاده ۲۸ مارس ۱۹۱۴ - درگذشته ۱۱ سپتامبر ۱۹۷۲) یک بازیگر اهل ارمنستان بود. وی بین سال‌های ۱۹۳۶ تا ۱۹۷۲ میلادی فعالیت می‌کرد.

## زندگی‌نامه
وی در ۱۹۱۴ در شوشی به دنیا آمد . وی در تئاتر دراماتیک دولتی وارطان آجمیان گیومری فعالیت می‌کرد. وی همچنین برندهٔ جوایزی همچون هنرمند شایسته ارمنستان شوروی شده است. وی در ۱۹۷۲ در سن ۵۸ سالگی در لنیناکان درگذشت.

## بخشی از فیلمشناسی
از فیلم‌ها یا برنامه‌های تلویزیونی که وی در آن نقش داشته است می‌توان به آثار زیر اشاره کرد.
- کوچاری (۱۹۸۳)